# Hans Kuhlendahl
Hans Kuhlendahl (* 2. Juli 1910 in Brieg; † 24. Februar 1992 in Düsseldorf) war ein deutscher Neurochirurg und Hochschullehrer.

## Leben und Wirken
Aus Brieg in Schlesien gebürtig, studierte Hans Kuhlendahl an den Universitäten Tübingen, Breslau, Halle und Würzburg. Während seines Studiums wurde er 1929 Mitglied der Burschenschaft Cheruskia Breslau, 1930 auch der Burschenschaft der Pflüger Halle (später zu Münster).
1935 promovierte  er in Breslau und bildete sich dort zum Neurochirurgen weiter. Er wurde 1939 zur Wehrmacht eingezogen und als Stabsarzt in Lazaretten in Polen, Russland und Frankreich eingesetzt. Nach der Entlassung aus britischer Kriegsgefangenschaft arbeitete er als niedergelassener Neurologe in eigener Praxis. 1947 ging er nach Düsseldorf. Er arbeitete dort zunächst als Assistent an der Chirurgischen Klinik (Leitung Prof. Derra) und habilitierte sich 1953 an der Medizinischen Akademie in Düsseldorf. 1959 wurde er zum außerordentlichen und 1963 zum ordentlichen Professor ernannt. Bis zu seiner Emeritierung 1978 leitete Hans Kuhlendahl die Neurochirurgische Klinik der Universität Düsseldorf.
1972 war Hans Kuhlendahl Vorsitzender der Deutschen Gesellschaft für Neurochirurgie. Von 1974 bis 1985 war er Präsident der Arbeitsgemeinschaft der Wissenschaftlichen Medizinischen Fachgesellschaften (AWMF). Er gründete in der AWMF den „Arbeitskreis Ärzte und Juristen“, in dem medicolegale Themen zwischen Medizinern und Juristen diskutiert werden.
Im Wissenschaftlichen Beirat der Bundesärztekammer wirkte Hans Kuhlendahl maßgeblich an der Erarbeitung der „Kriterien zur Feststellung des Hirntodes“ mit.

## Ehrungen
- Otfrid-Foerster-Medaille, Deutsche Gesellschaft für Neurochirurgie (1981)
- Ehrenpräsident der Arbeitsgemeinschaft der Wissenschaftlichen Medizinischen Fachgesellschaften
- Ehrenmitglied der Deutschen Gesellschaft für Chirurgie
- Paracelsus-Medaille der Deutschen Ärzteschaft (1983)

## Schriften (Auswahl)
- mit Kurt Lindemann: Die Erkrankungen der Wirbelsäule. Enke, Stuttgart 1953.